# Lennys Grill & Subs
A Lennys Grill & Subs®, antiga Lenny's Sub Shop®, é uma franquia de sanduíches de serviço rápido de sublojas no estilo da Filadélfia, com foco em cheesesteaks e sanduíches submarinos. A Lennys está sediada em Memphis, Tennessee, e tem cerca de 100 locais, principalmente no sudeste dos Estados Unidos.
Len e Shelia Moore abriram a primeira Lenny's Sub Shop em 16 de setembro de 1998, em Bartlett, Tennessee. Em um ano, eles expandiram para cinco locais. A franquia começou em 2001.